# Sopit, Iavoriv
Sopit (în ucraineană Сопіт) este un sat în comuna Smolîn din raionul Iavoriv, regiunea Liov, Ucraina.

## Demografie
Componența lingvistică a localității Sopit
     Ucraineană (100%)
Conform recensământului din 2001, toată populația localității Sopit era vorbitoare de ucraineană (100%).